# The Longest Journey
A The Longest Journey (Den lengste reisen) egy számítógépes point’n’click típusú kalandjáték, amit a norvég Funcom készített 1999-ben. A játékot rengeteg pozitív kritika érte a komplex, fordulatos történetvezetése miatt, és pár negatív a kissé logikátlan fejtörőket és tömérdek párbeszédét illetően.
A folytatását, Dreamfall: The Longest Journey, 2006. április 20-án adták ki. A The Longest Journey a GameStar magazin ajándék teljes játéka volt a magazin 2005. szeptemberi számhoz.

## Történet
A játék két – egymással párhuzamos – világban játszódik. Az egyik Stark, mely a mi világunknak felel meg, amit a tudomány és a technika ural. A másik Arcadia, a mágia világa, melyben megtalálhatók a klasszikus fantasy helyszínek és szereplők. A történet főszereplője, a tizennyolc éves képzőművészeti tanuló April Ryan Starkban él. Visszatérő álmai vannak, melyekben különös helyszínekre látogat el. Rájön a két világ közti párhuzamra, és arra hogy az Arcadiát és Starkot elválasztó határvonal vékonyodik, ezzel káoszt előidézve mindkét világban. April rájön, hogy ő egy Shifter (Váltó) aki képes a világok közt utazni. Ráhárul a feladat, hogy megállítsa a káoszt, és helyrehozza az Egyensúlyt a két világ között.

## Szereplők

### April Ryan
April Ryan a The Longest Journey művészeti hajlamokkal rendelkező főszereplője. A technológia uralta Stark földjén felfedezi, hogy ő egy Shifter, aki képes átutazni a világok között. Az utazása akkor kezdődik, mikor akaratán kívül átjuttatja magát Arcadiába. Ő a Fehér Kin lánya, ahogy ezt a sárkány maga is megerősíti. Az emberi szülei csak örökbe fogadták őt. Az ő sorsa, hogy összegyűjtse a mágikus korongokat négy fajtól, mint aki helyreállítja az Egyensúlyt, hogy aztán összetörje.
A Dreamfallban April visszatér, mint a történet három főszereplője közül az egyik. Az első részben elért sikerei után a Északi vidék lázadóihoz csatlakozott, akik el akarják választani magukat az Azadi (perzsa szó, jelentése: szabadság) Birodalomtól. April soha többet nem akar visszatérni Stakrba, magát már Arcadia egyik lakójának tartja.
Ragnar Tørnquist – a sorozat megalkotója – April Ryant az első részben egy Zsákos Frodóhoz hasonló karakternek tartja, míg a Dreamfallban már inkább Aragornra hasonlít. Aprilt a játékban Sarah Hamilton szinkronizálja.

### Crow
Crow (Varjú) egy nagyszájú madár, fekete tollakkal, akit ittas gazdája zárt be egy ládába. Később elvesztette szerencsejátékon, és végül April nyerte vissza az öreg, alkoholista tengerésznek. Crow azonban megszökött és April csatlósa lett, kit a játék több nehézségén is átsegített. Nevével ellentétben (April nevezte el) ő nem valódi varjú, és megharagszik Aprillre, mikor megtudja hogy a varjak miféle madarak is Stark világában. April ekkor mondja el neki hogy őt gyerekkori kedvenc mesehőséről, Crowboyról nevezte el.
A Dreamfallban Crow elhagyja Aprilt, és inkább Zoë társául szegődik. Crow-t a játékban Roger Raines szinkronizálja.

### Cortez
Cortez, vagy másik nevén Manny Chavez a Draic Kinek egyike, aki a négy Kin közül a Vörös Kin nevet viseli. Cortez erős érdeklődést mutat az emberek irányába, és kedveli a régi filmeket. A The Longest Journeyben Cortezt egy mexikói öregemberként ismeri meg April, aki a későbbiekben a lány mentorává válik. A játék első részében Louis Agguirre, a Dreamfallban pedig Javier Fernandez szinkronizálja.

### Burns Flipper
Burns Flipper egy mocskos szájú, mozgássérült hacker. Lábait az MTI ügynökei vágták le, mikor feltörte a rendszerüket. Flipper adja ki Aprilt a Vanguardnak, csak hogy ismét járni tudjon. Azonban megbízni az ellenségeiben hiba volt, és meg is ölik. Utolsó perceiben bocsánatot kér Apriltől, és megadja neki a Védelmező Birodalmának pontos helyét. A játékban Burnst Andrew Donelly szinkronizálja.

### Gordon Halloway
Gordon a Vanguard vezetőjének, Jacob McAllennek a jobb keze, és egy jelölt a következő Védelmező posztjára. Gordon levetkőzte az érzelmeit, melynek eredménye az arcadiai Káosz Örvény lett. Gordont a játékban Kevin Merritt szinkronizálja.

### Jacob McAllen
Jakob McAllen a Vanguard vezetője, a Draic Kinek egyike, aki a négy Kin közül a Zöld Kin nevet viseli. Sokan csak "Fehér Bíboros" néven emlegetik, és ő a játék főellensége. Egy renegát Őrszem, aki egyesíteni akarja Starkot és Arcadiát, hogy aztán királyként uralkodhasson a világok fölött. Mivel a tervei ütköznek Cortez elképzeléseivel, ezért a két Kin erősen rivalizál egymással. A játékban Jacobot Ralph Byers szinkronizálja.

### Charlie
Charlie April egyik barátja, aki a lányhoz hasonlóan a Border House (Határház) nevű szállóban lakik. Egy iskolába jár Aprillel, ő azonban táncos szeretett volna lenni. A Dreamfallból kiderült, hogy végül feladta az álmait, és a Fringe nevű kávézó menedzsere lett. A The Longest Journeyben gyengéd érzelmeket táplált April felé, azonban nem tudta bevallani a lánynak az érzéseit. Charliet az első részben Mark Anthony Henry, a Dreamfallban pedig Darryl Alan Reed szinkronizálja.

### Emma de Vrijer
Emma April legjobb barátnője, aki hozzá és Charliehoz hasonlóan a Border Houseban élt az első rész eseményei alatt. Emmát a játékban Julia K. Murney szinkronizálja.

### Fiona és Mickey
Fiona és Mickey egy leszbikus pár. Ők a Border House tulajdonosai. Fiónát Francesca Longrigg, míg Mickeyt Stephanie Garry szinkronizálja.

### Zack Lee
Zack Lee egy bérlő aki a Border Houseban él, pont az April szobájával szembe lévő lakásban. Ellenszenves és soviniszta alak, aki bosszúból kiadja Aprilt az ellenségeinek, amiért a lány folyton visszautasította őt. Zacket April szeme láttára lövik le a Vanguard katonái, ezzel feltehetően a halálát okozva. Zacket Ron Gallop szinkronizálja.

### Vestrum Tobias
Tobias a legmagasabb rangú Őrszem, aki megtanítja Aprilnek a közös nyelvet, és meséli el neki a két világ történetét. Ő világosítja fel Aprilt arról, hogy feltehetően a lány az Egyensúly 13. Védelmezője. Tobiast Marcuria kiürítése közben ölik meg, rejtélyes körülmények között. A játékban Tobiast Ron Foster szinkronizálja.

### Roper Klacks
Roper Klacks egy alkimista, aki pár mérföldre Marcuria északi részén él, egy repülő kastélyban. Roper kedvét leli varázsereje fitogtatásában, és a kegyetlenkedésben. April győzi le azzal, hogy az alkimistát bezárja egy számológépbe.
Roper a Dreamfallban tér vissza, mint egy mágikus kellékeket árusító kereskedő. Roper Aprilnek köszönhetően tért a jó útra, és már nem követ el gonoszságokat. Ropert a játékban Ralph Byers szinkronizálja.

### Brian Westhouse
Brian Westhouse Starkból származik, azonban Marcuriában él. 1933-ban utazott Arcadiába Tibetből. Cortez mentette meg az életét, aki egy kolostorba vitte. Onnan szerzetesek segítségével jutott át Arcadiába, de a két világ határán ragadt közel 300 évig. Mivel ott az idő nem múlik, ezért egy évet sem öregedett.
A Dreamfallban Brian egy utazó tudósként tér vissza, aki ezúttal józanabb, és ékesszólóbb, mint az első részben volt. Briant a játékban Ralph Byers szinkronizálja.

### Benrime Salmin
Benrime Arcadiában él, és a ’’Journeyman Inn’’ nevű marcuriai fogadó fenntartója és tulajdonosa. A The Longest Journeyben April barátja és segítője lett, a Dreamfallban pedig a lázadók pártját fogó asszony.  Benrimét a játékban Cordis Heard szinkronizálja.

### Abnaxus
Abnaxus egy Venar nagykövet az ayrede-i tanácsban, és a Venar Kő őrzője. Habár Marcuriában él, a valódi otthona az északi hegyekben van. A feleségét Abyandának hívják, a három lányát pedig Abrathának, Ablexenek és Abpalmanának. A játékban Abnaxust Jeff Meller szinkronizálja.

### Adrien
Adrien volt az előző Védelmező, akit Halloway fogott el. Eredetileg Stark világából származott, és vissza akart menni, utód nélkül hagyva így a védelmezői pozícióját. April egyik fontos feladata lesz, hogy felkutassa Adrient. Adrient a játékban Louis Agguire szinkronizálja.

### Lady Alvane
Lady Alvane egy rejtélyes idős asszony, aki a Világok Házában él. A játék elején ő az, aki elmeséli April kalandjait – és ezzel együtt a The Longest Journey teljes cselekményét – két tinédzsernek, akik azért jöttek, hogy meghallgassák az asszony egyik történetét az Egyensúlyról. A játék során akkor bukkan fel, mikor megmenti Aprilt az őt üldöző Vanguard ügynökök elől. Lady Alvanét a játékban Helen Stenborg szinkronizálja.

### Wick, Woody és Willow
Wick, Woody és Willow pálcika emberek, akik Arcadia világában élnek, Alais szigetén. Wick a legidősebb köztük, ő a vezér. Woody a legfiatalabb, azonban Wick szerint ’’még egy pálcika emberhez képest is ostoba”. April azonban egy zsenit lát benne. Willow a középső, egy bölcs pálcika ember. Hárman az Anyafát védelmezik, és építettek egy szerkezetet, amit Hold Ágyúnak neveztek el. Bevallásuk szerint ez majd eljuttathatja őket a Holdra, ahol jobb életet élhetnek. A játékban Wicket Madison Arnold, Woodyt Ron Gallop és Willowt pedig Peter Fernandez szinkronizálja.

### A Gribbler
A Gribbler Arcadia világában él, Riverwood egyik ijesztő részén egy kis fakunyhóban. Magát idős, sérült öregasszonynak álcázva csalja tőrbe az embereket, hogy aztán felfalhassa őket. Gordon Halloway felfedi, hogy be akarták szervezni a Gribblert a Vanguardba, azonban nem volt túl kompromisszumképes. Végül April győzi le a szörnyeteget. A Gribblert a játékban Mary Elaine Monty szinkronizálja.

## Játékmenet
A The Longest Journey a 90-es évek kalandjátékaira jellemző point'n'click irányítást használja. April a fejtörőköz a történet szempontjából fontos, felhasználható tárgyakat egy kis táskába (inventory) gyűjti, amikre rá kattintva lehet három opció – használat, megtekintés vagy szaglás/fújás/ízlelés – közül választani, vagy akár kombinálni is lehet a tárgyakat. A játék fontos részét képezik továbbá a hosszú párbeszédek is. A játékban háromdimenziós szereplők mozognak, kétdimenziós állóképeken.

## Fogadtatás
A The Longest Journey sikeres volt az eladásokban, és a játékmagazinoktól is sok pozitív kritikát kapott. A GameSpot az elmúlt évek egyik legjobb kalandjátékának nevezte, díjazva az összefüggő, érdekes történetét. A magyar GameStar magazin a kalandjáték műfaj megmentőjének nevezte. Komolyabb negatív jellegű kritikák a néhol logikátlan fejtörőket érték, és a néhol túlzottan szókimondó szövegeket, azzal magyarázva, hogy a ’’fiatalabb játékosoknak túl kemény a szövege’’. A The Longest Journey elnyerte az Év Legjobb Kalandjátéka-díjat a GameSpot és az IGN weboldalaktól
A játékból 2002 közepéig 400,000 darabot adtak el.

## Lásd még
- Dreamfall: The Longest Journey
- A The Longest Journey világa